# Gut Springhoe

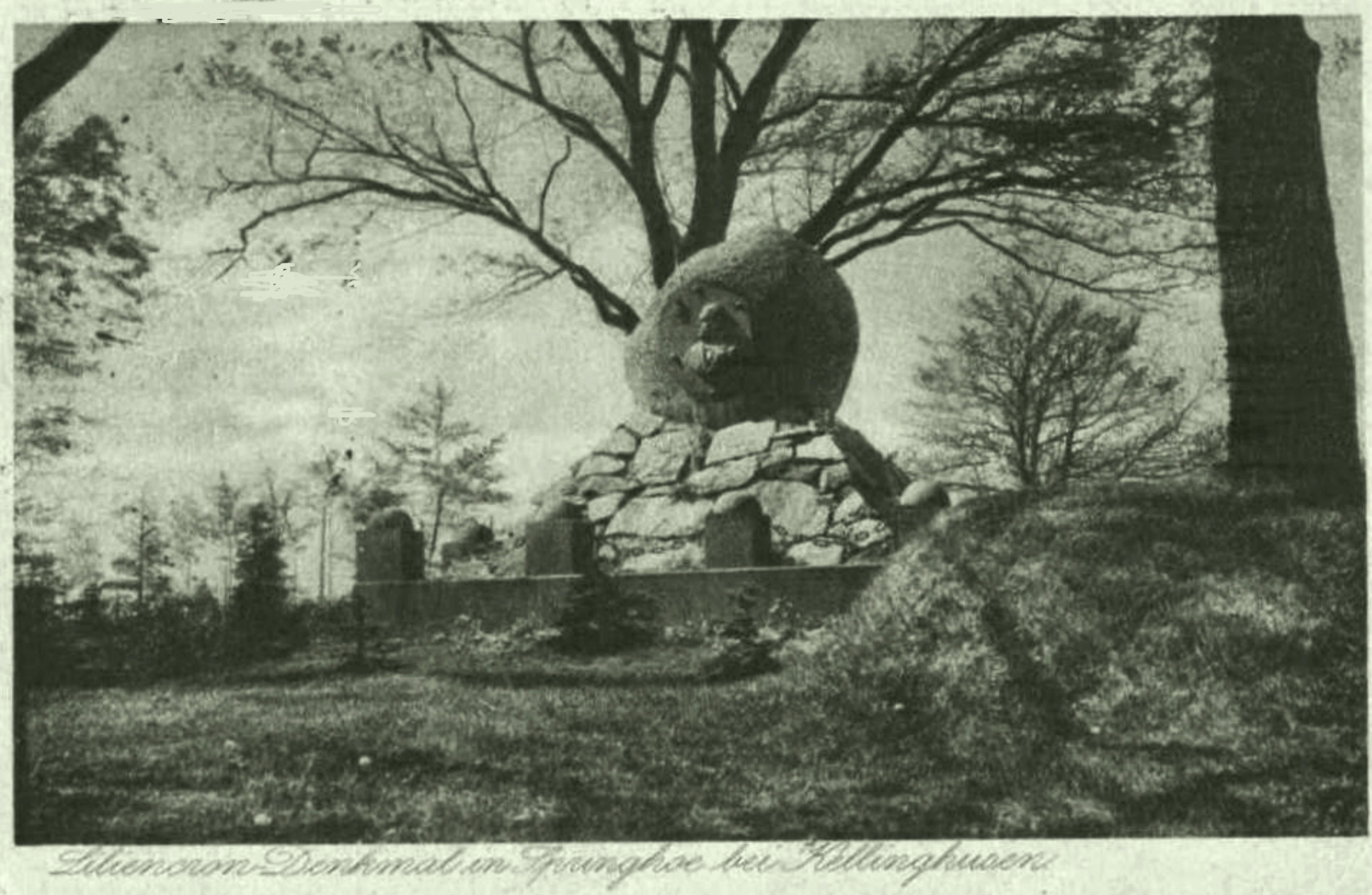
Liliencron-Denkmal am Gutshaus

Das Gut Springhoe ist ein Gutshof in der Gemeinde Lockstedt, der heute als Gestüt betrieben wird.
Das Gut liegt im Südwesten der Gemeinde an der ehemaligen Lübschen Trade und dem Mühlenteich, der von der Mühlenbarbeker Au durchflossen wird. Dort bestand früher eine Wassermühle, die 1148 erstmals urkundlich erwähnt wird. Sie gelangte bald in den Besitz des Klosters Itzehoe, und für die ebenfalls im Besitz des Klosters befindlichen Dörfer Overndorf und Grönhude – heute Stadtteile von Kellinghusen – bestand Mühlenzwang nach Springhoe. Dieser galt auch für die die klösterlichen Untertanen in den Aukrug-Dörfern, die die königliche Bünzer Wassermühle nicht nutzen durften. 
Zu dieser Zeit entwickelte sich auch ein Meierhof neben der Mühle. Hof und Mühle wurden anfangs direkt vom Kloster betrieben, in den folgenden Jahrhunderten aber verpachtete das Kloster zuerst den Hof und später auch die Mühle. Als Pächter traten unter anderem Mitglieder holsteinischer Adelsgeschlechter wie Rumohr, Krummendiek, Sehestedt und Pogwisch auf.
1899 brannten die Hofgebäude und die Mühle ab, im Jahr 1902 wurden die Gebäude mit Ausnahme der Mühle wieder aufgebaut. Der Mühlenteich wurde später noch zur Karpfenzucht genutzt.
Heute ist Gut Springhoe ein Trakehner- und Lewitzergestüt.